# Cogges
Cogges – wieś w Anglii, w hrabstwie Oxfordshire, w dystrykcie West Oxfordshire. Leży 16 km na zachód od Oksfordu i 99 km na zachód od Londynu.